# Daniëlle de Bruijn
Daniëlle de Bruijn (Vlaardingen, 13 febbraio 1978) è una pallanuotista olandese, vincitrice di una medaglia d'oro ai giochi olimpici di Pechino 2008.

## Riconoscimenti
- LEN Award: 2008